# Metalmorfoza
Metalmorfoza je jedenácté řadové album skupiny Arakain. Bylo vydáno v roce 2003 a obsahuje 15 skladeb.
Na albu Metalmorfoza se představil nový zpěvák Arakainu Petr Kolář, který nahradil Aleše Brichtu.

## Seznam skladeb
| Pořadí | Název          | Délka |
| ------ | -------------- | ----- |
| 1.     | Ptáci z ráje   |       |
| 2.     | Prázdnej kout  |       |
| 3.     | Padej          |       |
| 4.     | Jsou tady      |       |
| 5.     | Aut            |       |
| 6.     | Muzeum zla     |       |
| 7.     | Slávou opilí   |       |
| 8.     | Bláhová víra   |       |
| 9.     | Mládí v hajzlu |       |
| 10.    | Výlet          |       |
| 11.    | Barbaři        |       |
| 12.    | Zpátky jít     |       |
| 13.    | Tah jezdcem    |       |
| 14.    | Znamení doby   |       |
| 15.    | SpiDr.man      |       |